# Sense8
Sense8 è una serie televisiva statunitense di fantascienza creata da Lana e Lilly Wachowski e J. Michael Straczynski, pubblicata da Netflix dal 5 giugno 2015 all'8 giugno 2018.
L'8 agosto 2015, la serie venne rinnovata per una seconda stagione, inizialmente composta da uno speciale natalizio di due ore, pubblicato il 23 dicembre 2016, e da altri dieci episodi, pubblicati il 5 maggio 2017. Il 1º giugno 2017, la serie venne cancellata da Netflix. Tuttavia, in seguito a proteste e petizioni da parte dei fan, il 29 giugno 2017 venne annunciata la produzione di un episodio speciale conclusivo di due ore e mezza, come finale della seconda stagione e della serie, il quale venne successivamente pubblicato l'8 giugno 2018.

## Trama
Otto sconosciuti da diverse parti del mondo sviluppano improvvisamente una reciproca connessione telepatica. Appartenenti a diverse culture, religioni e orientamenti sessuali, scoprono quindi di essere dei sensate, persone con un avanzato livello di empatia che hanno sviluppato una profonda connessione psichica con un ristretto gruppo di loro simili. Mentre cercano di scoprire, disorientati, il significato delle loro percezioni extrasensoriali e iniziano a interagire a distanza tra di loro, un uomo di nome Jonas si offre di aiutarli. Allo stesso tempo un'altra enigmatica figura, Whispers, sfrutta la loro stessa abilità per dar loro la caccia.

## Episodi
| Stagione         | Episodi | Pubblicazione USA | Pubblicazione Italia |
| ---------------- | ------- | ----------------- | -------------------- |
| Prima stagione   | 12      | 2015              | 2015                 |
| Seconda stagione | 12      | 2016-2018         | 2016-2018            |

## Personaggi e interpreti
Fra i personaggi si trovano sia sensate che umani. I sensate, per la natura stessa della propria caratteristica, appartengono ad una cerchia di sensate loro simili e fra essi collegati telepaticamente. I sensate protagonisti sono nati lo stesso giorno, l'8 agosto, e sono tutti rappresentati. Le altre cerchie o hanno perso membri o comunque non sono tutti rappresentati.

### Principali

#### Cerchia dell'8/8
- Capheus "Van Damme" Onyango (stagioni 1-2), interpretato da Aml Ameen (stagione 1) e da Toby Onwumere[5][6] (stagione 2), doppiato da Leonardo Graziano.
Abile autista di matatu a Nairobi.
- Sun Bak (stagioni 1-2), interpretata da Bae Doo-na, doppiata da Ilaria Latini.
Donna d'affari di Seul ed esperta di arti marziali.
- Nomi Marks (stagioni 1-2), interpretata da Jamie Clayton, doppiata da Letizia Scifoni.
Blogger transessuale e hacker di San Francisco.
- Kala Dandekar (stagioni 1-2), interpretata da Tina Desai, doppiata da Isabella Benassi.
È una chimica farmaceutica di Mumbai.
- Riley Blue, nome d'arte di Riley Gunnarsdóttir (stagioni 1-2), interpretata da Tuppence Middleton, doppiata da Valentina Mari.
È una DJ islandese residente a Londra.
- Wolfgang Bogdanow (stagioni 1-2), interpretato da Max Riemelt, doppiato da Marco Vivio.
È uno scassinatore di Berlino.
- Lito Rodriguez (stagioni 1-2), interpretato da Miguel Ángel Silvestre, doppiato da Francesco Venditti.
È un celebre attore omosessuale residente a Città del Messico.
- Will Gorski (stagioni 1-2), interpretato da Brian J. Smith, doppiato da Stefano Crescentini.
È un poliziotto di Chicago.

#### Altri personaggi principali
- Amanita "Neets" Caplan (stagioni 1-2), interpretata da Freema Agyeman e doppiata da Giuppy Izzo.
Compagna di Nomi.
- Milton Bailey "Whispers" Brandt (stagioni 1-2), interpretato da Terrence Mann, doppiato da Roberto Draghetti.
Un sensate rivoltatosi contro i suoi simili, alla guida di un'organizzazione che mira ad eliminarli.
- Sanyam Dandekar (stagioni 1-2), interpretato da Anupam Kher e doppiato da Paolo Maria Scalondro.
Padre di Kala.
- Jonas Maliki (stagioni 1-2), interpretato da Naveen Andrews, doppiato da Stefano Benassi.
Sensate di un'altra cerchia, la stessa di Angelica, che si offre di aiutare i protagonisti.
- Angelica "Angel" Turing (stagioni 1-2), interpretata da Daryl Hannah, doppiata da Chiara Colizzi.
Sensate che diventa la "madre" della cerchia protagonista attivando la loro connessione psichica.

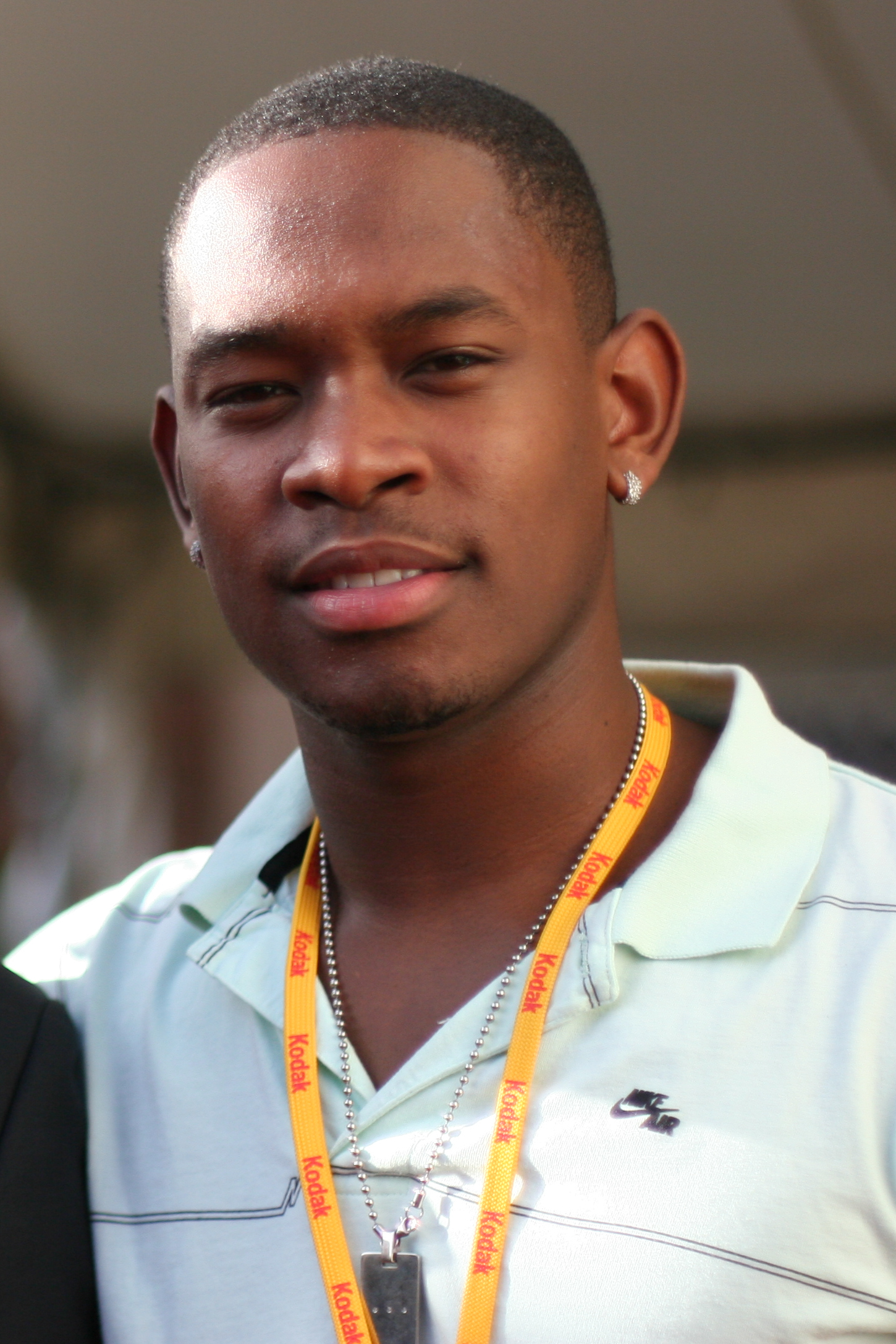
Aml Ameen interpreta Capheus Onyango nella prima stagione
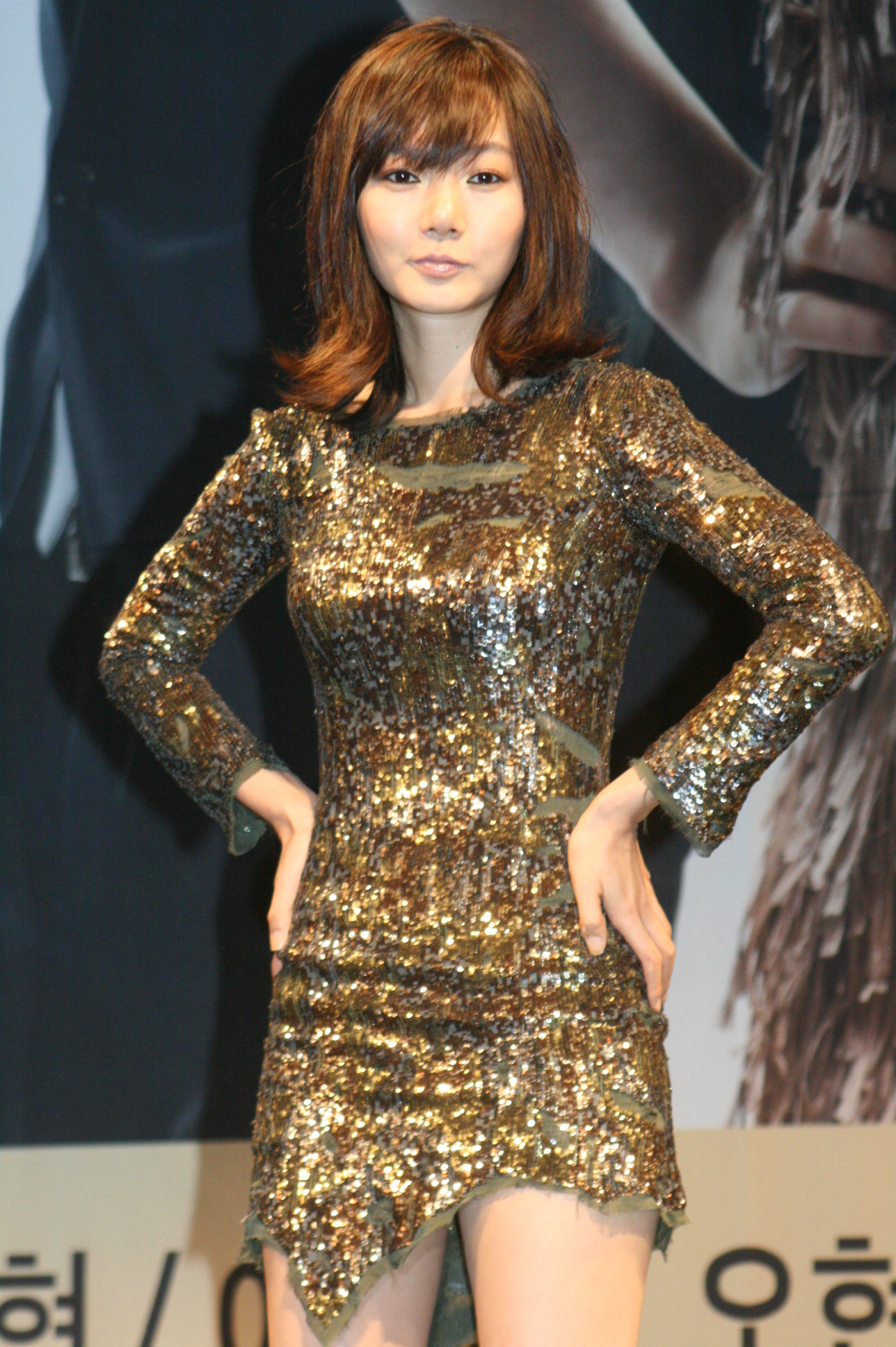
Doona Bae interpreta Sun Bak
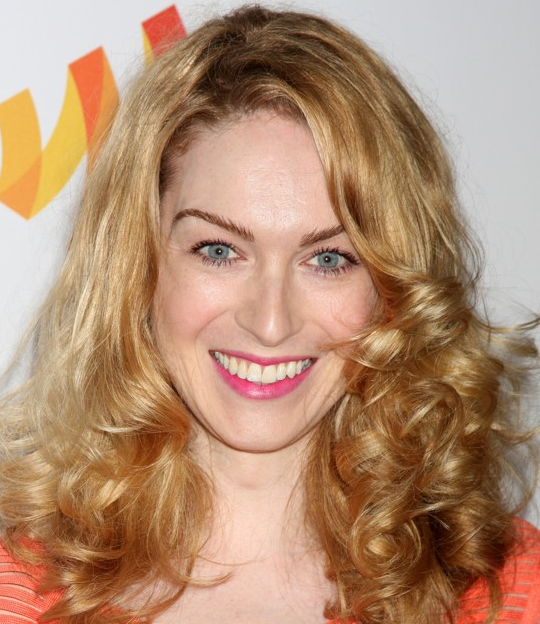
Jamie Clayton interpreta Nomi Marks
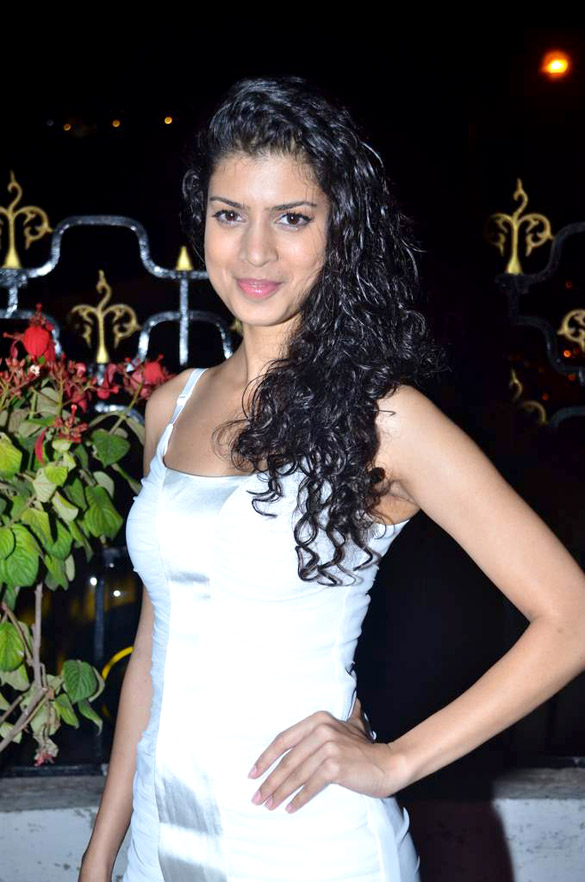
Tina Desai interpreta Kala Dandekar
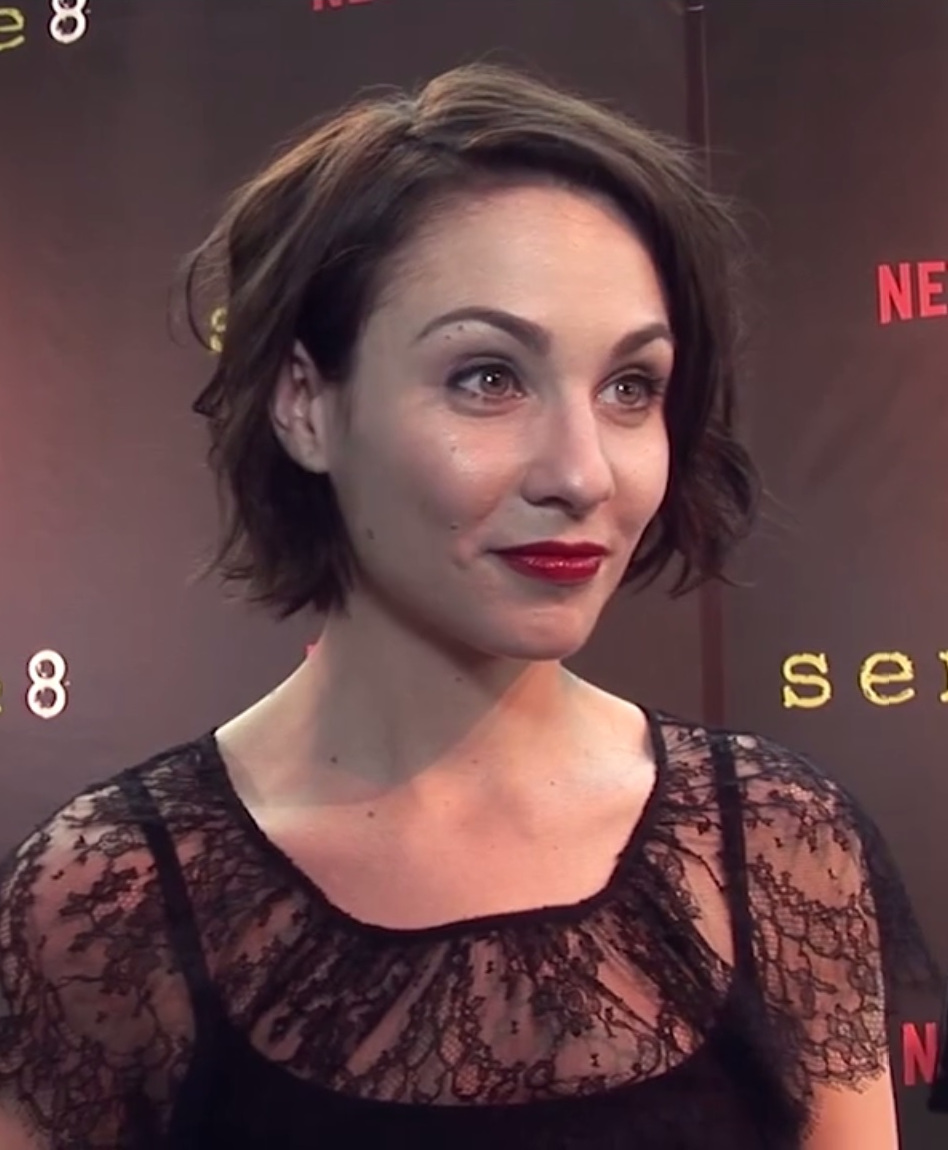
Tuppence Middleton interpreta Riley Blue
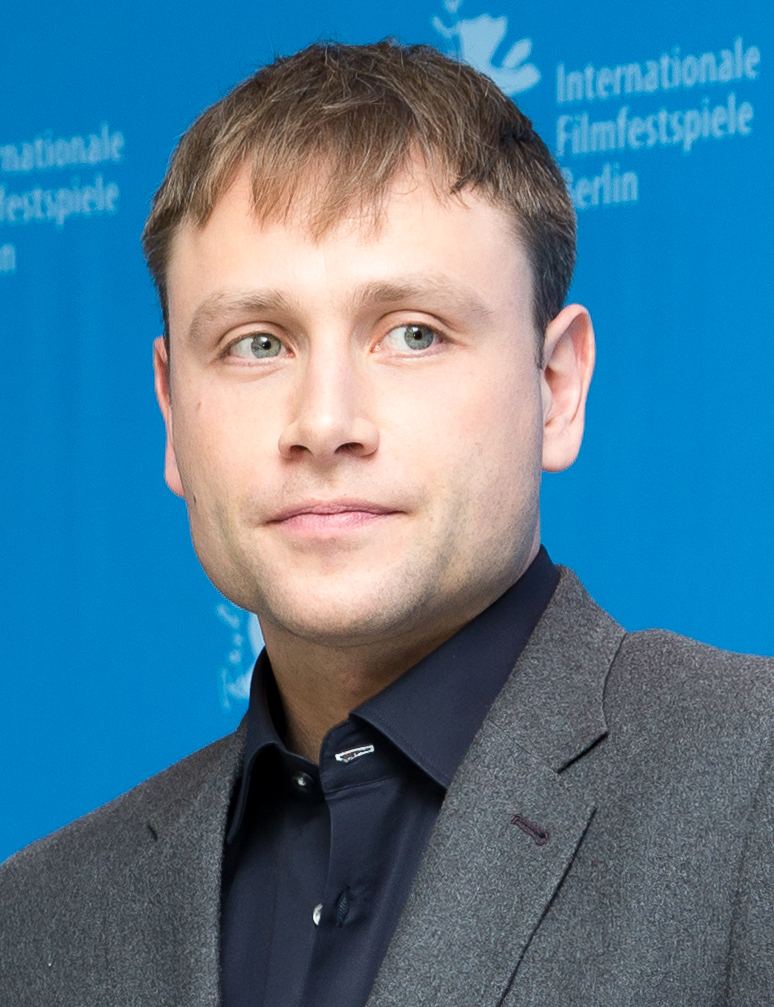
Max Riemelt interpreta Wolfgang Bogdanow
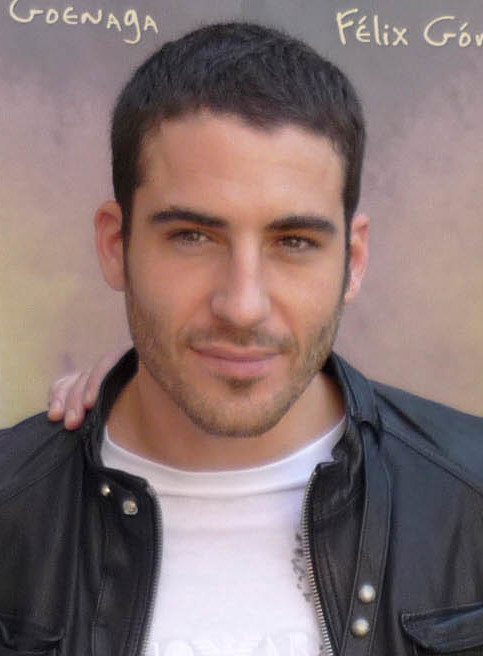
Miguel Ángel Silvestre interpreta Lito Rodriguez
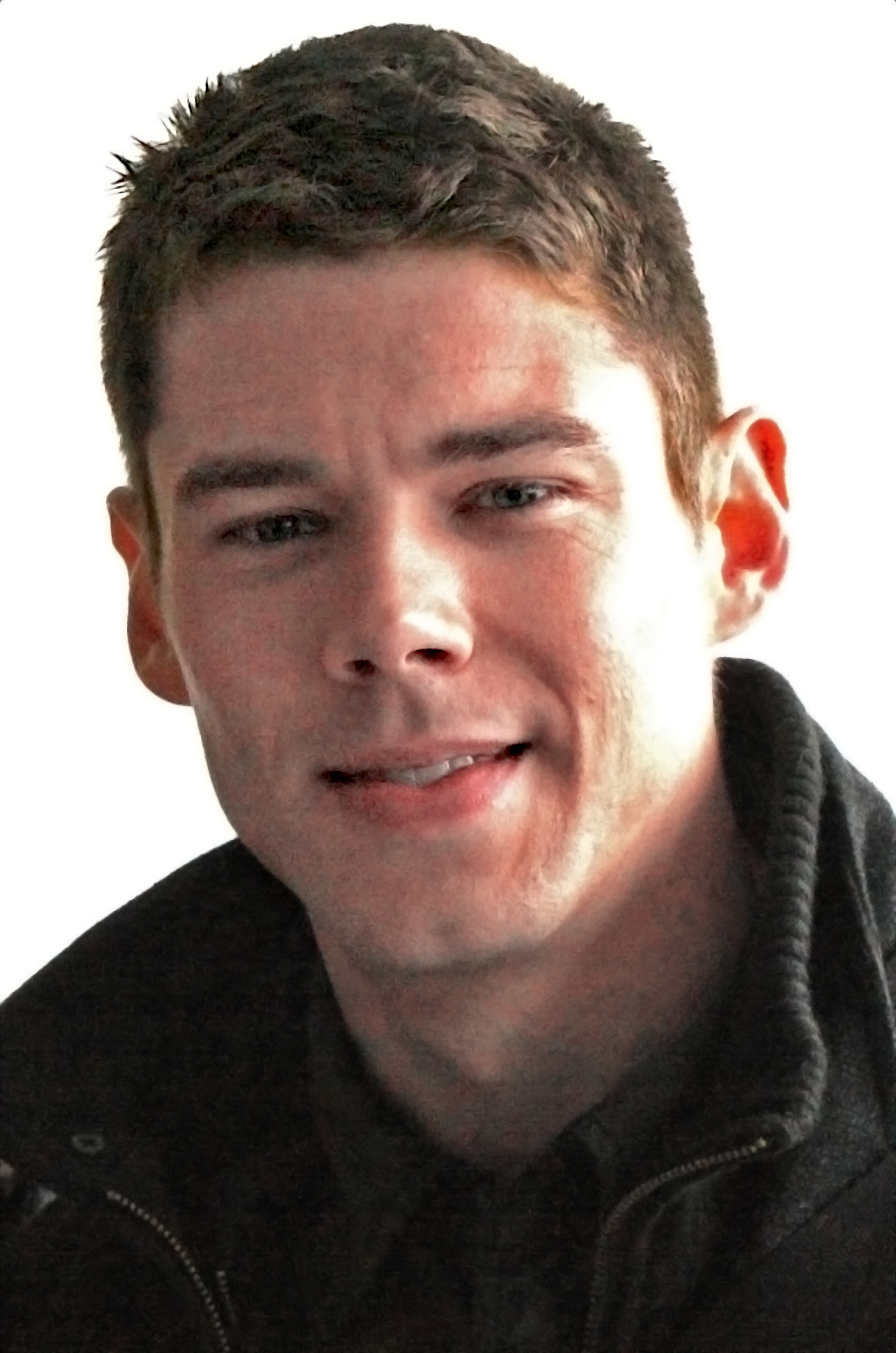
Brian J. Smith interpreta Will Gorski
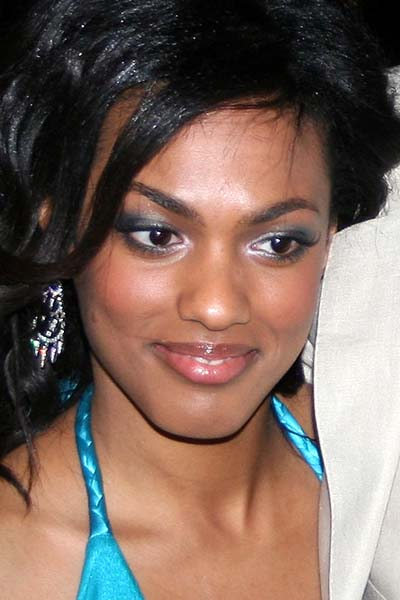
Freema Agyeman interpreta Amanita Caplan
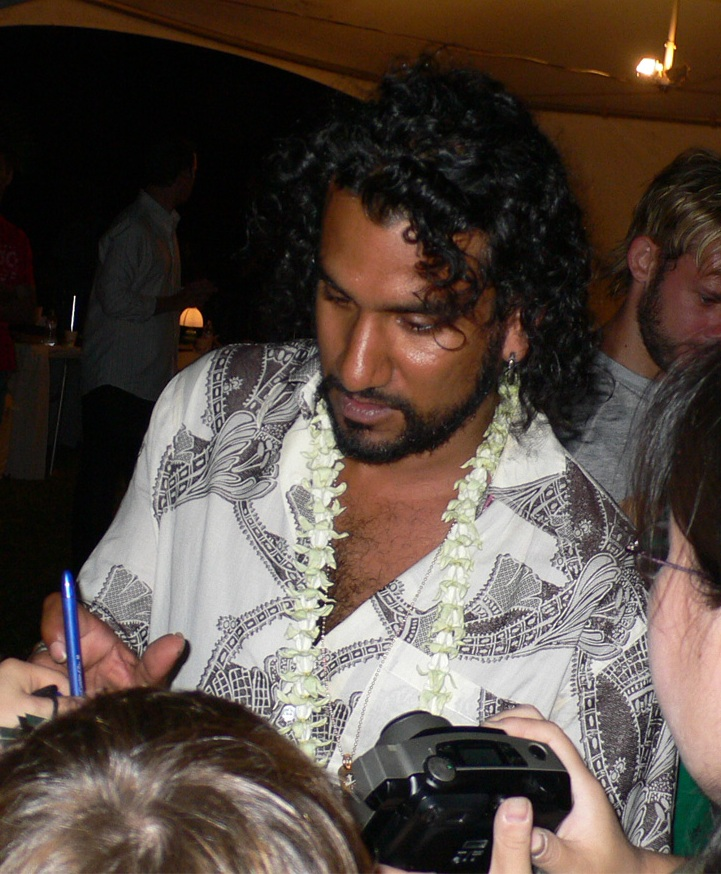
Naveen Andrews interpreta Jonas Maliki
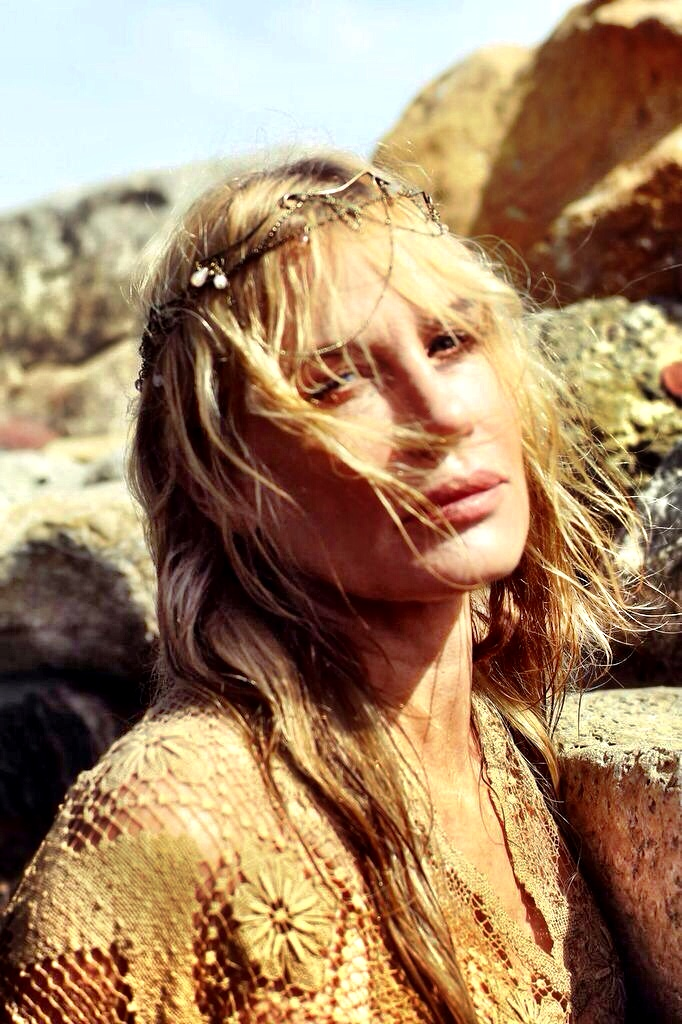
Daryl Hannah interpreta Angelica Turing

### Secondari
- Hernando Fuentes (stagioni 1-2), interpretato da Alfonso Herrera e doppiato da Luigi Morville.
Compagno di Lito.
- Daniela Velasquez (stagioni 1-2), interpretata da Eréndira Ibarra e doppiata da Myriam Catania.
Fidanzata-copertura di Lito.
- Dottor Metzger (stagione 1), interpretato da Adam Shapiro.
Medico di Nomi e dipendente di Whispers.
- Shiro (stagioni 1-2), interpretata da Chichi Seii.
Madre di Capheus, malata di AIDS.
- Felix Bernne (stagioni 1-2), interpretato da Max Mauff e doppiato da Emanuele Ruzza.
Amico di Wolfgang.
- Steiner, (stagione 1), interpretato da Christian Oliver.
Cugino di Wolfgang.
- Rajan Rasal (stagioni 1-2), interpretato da Purab Kohli e doppiato da Daniele Giuliani.
Fidanzato di Kala.
- Manendra Rasal (stagione 1), interpretato da Darshan Jariwala.
Padre di Rajan.
- Sahana Rasal (stagione 1), interpretata da Mita Vashisht.
Madre di Rajan.
- Shugs (stagione 1), interpretato da Frank Dillane.
Amico di Riley.
- Michael Gorski (stagioni 1-2), interpretato da Joe Pantoliano.
Padre di Will.
- Kang-dae Bak (stagione 1), interpretato da Lee Geung-young e doppiato da Mario Cordova.
Padre di Sun e Joong-Ki.
- Joong-ki Bak (stagioni 1-2), interpretato da Lee Ki-chan e doppiato da Fabrizio Dolce.
Fratello minore di Sun.
- Githu (stagioni 1-2), interpretato da Lwanda Jawar.
Leader della banda criminale "Superpower" a Nairobi.
- Priya Dandekar (stagioni 1-2), interpretata da Natasha Rastogi.
Madre di Kala.
- Diego (stagioni 1-2), interpretato da Ness Bautista e doppiato da Emiliano Coltorti.
Partner di Will.
- Jela (stagioni 1-2), interpretato da Paul Ogola e doppiato da Alessio Nissolino.
Miglior amico e partner di Capheus.
- Silas Kabaka (stagione 1), interpretato da Peter King Mwania e doppiato da Pasquale Anselmo.
Un signore del crimine di Nairobi.
- Joaquin Flores (stagioni 1-2), interpretato da Raúl Méndez.
Stalker di Daniela.
- Daya Dandekar (stagioni 1-2), interpretata da Huzane Mewawala.
Sorella di Kala.
- Gunnar (stagione 1), interpretato da KK.
Padre di Riley.
- Nyx (stagione 1), interpretato da Joseph Mawle.
Spacciatore di Londra.
- Lila Facchini (stagione 2), interpretata da Valeria Bilello, doppiata da Francesca Manicone.
Senziente napoletana innamorata di Wolfgang, che quando quest'ultimo la rifiuta, diventa sua nemica.
- Bug (stagioni 1-2), interpretato da Michael Sommers.
Amico di Nomi e Amanita.
- Detective Mun (stagione 2), interpretato da Sukku Son.
Detective della polizia di Seul, che indaga su Sun e gli affari della Bak. Si ricorderà di aver già conosciuto Sun quando erano adolescenti.
- Hoy (stagione 2), interpretato da Sylvester McCoy, isola, cioè tramite principale fra tutti i sensate del mondo.

## Produzione

### Ideazione
Le sorelle Wachowski cominciarono a valutare l'idea di creare una loro serie televisiva anni prima dell'inizio della produzione di Sense8, traendo spunto dall'impatto della tecnologia nella società moderna e di come sia in grado di unire e dividere allo stesso tempo. Non avendo una diretta esperienza in televisione, incominciarono a collaborare con J. Michael Straczynski per ideare una serie innovativa, con il dichiarato obiettivo di ripetere nel mondo della fiction televisiva l'impatto culturale conseguito con Matrix in campo cinematografico.

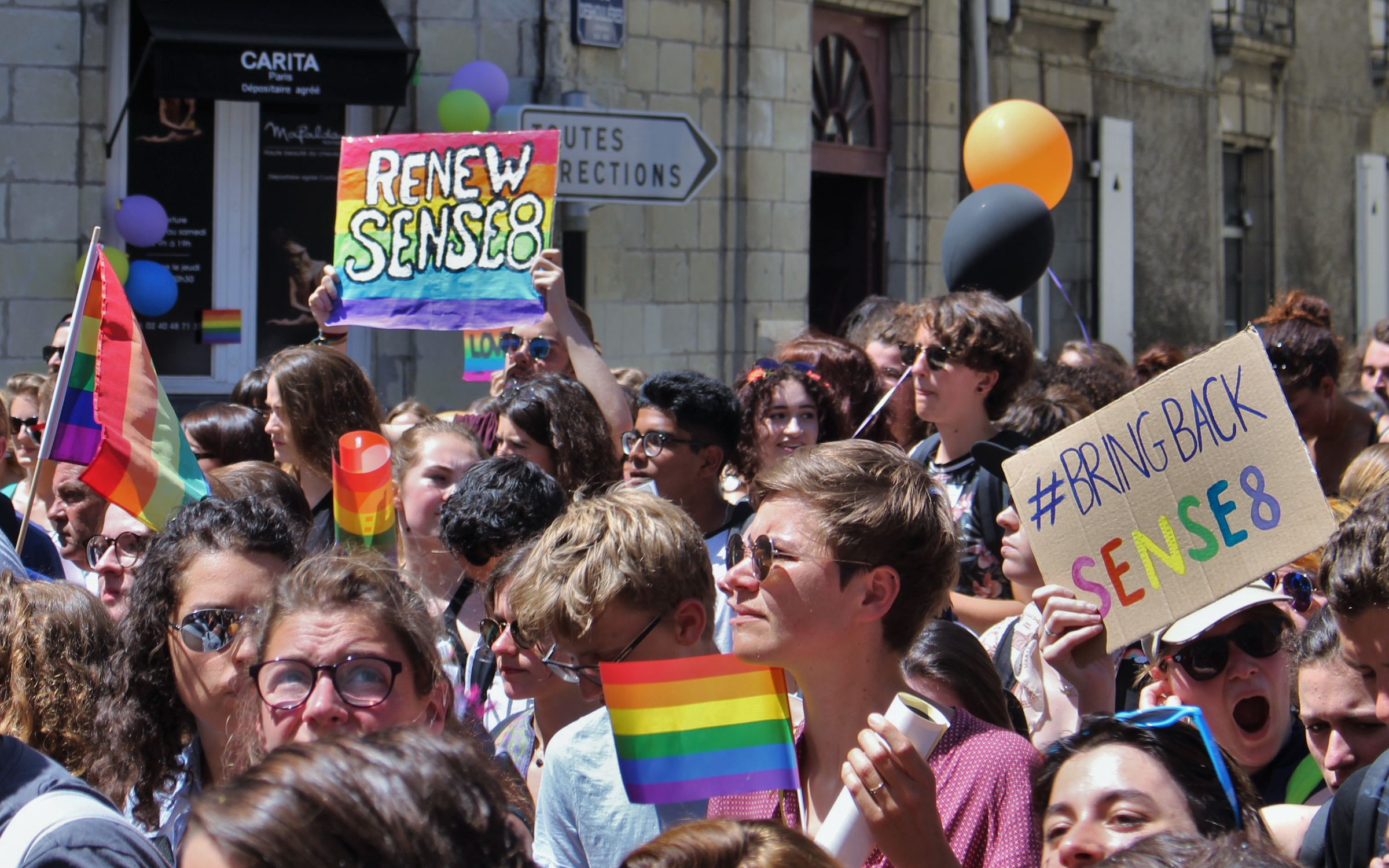
Alcuni fan della serie protestano per la cancellazione della stessa nel 2017. In seguito alle proteste, Netflix ha ordinato un episodio conclusivo.

I tre decisero quindi di focalizzarsi sull'evoluzione umana e di come l'uomo sviluppi livelli di empatia sempre più ampi; da qui idearono una prima sceneggiatura su un gruppo di individui caratterizzati da un forte collegamento specifico, nonostante fosse disperso in diverse parti del mondo. Sense8, il cui titolo è un'unione della parola sensate, che indica il percepire i sensi, e il numero di componenti di una cerchia alla sua nascita, affronta l'effetto di tale connessione sulla vita dei protagonisti, includendo temi che variano dalla politica all'identità personale, dalla sessualità alla religione. Lana Wachowski, transessuale, concepì il suo primo personaggio transgender ispirandosi alla propria esperienza, definendo alcune scene autobiografiche.
Dopo aver scritto le sceneggiature di tre episodi, nel mese di ottobre del 2012 incominciarono a vendere il loro progetto alle emittenti televisive. Il primo incontro con potenziali acquirenti fu con i dirigenti di Netflix, i quali si dimostrarono subito interessati alla produzione della serie. Il provider di video on demand annunciò l'acquisizione dei diritti e la produzione di una prima stagione il 27 marzo 2013.
Inizialmente il processo di scrittura fu suddiviso fra i tre autori, che vestono anche i panni di showrunner in modo che le Wachowski scrivessero gli episodi dispari e Straczynski quelli pari, per poi riscrivere e migliorare ognuno la sceneggiatura prodotta dall'altro. All'illustratore di fumetti Steve Skroce, già collaboratore delle Wachowski, fu assegnato il compito di disegnare le storyboard. Durante le riprese della prima stagione, per preservare i contenuti delle sceneggiature originali, si decise di produrre due episodi in più rispetto ai dieci inizialmente previsti. Secondo le intenzioni degli autori, la serie è stata concepita per narrare una storia distribuita su cinque stagioni.
Ogni episodio vede accreditati alla regia le sorelle Wachowski o un altro regista; in realtà la direzione sui set venne suddivisa, per motivi logistici, non per singoli episodi ma in base alle location, con ogni regista responsabile dei lavori solo nell'area assegnata: tutti gli episodi includono quindi i lavori di più registi.
L'8 agosto 2015 Netflix ha rinnovato la serie per una seconda stagione.

### Riprese
Per illustrare adeguatamente gli aspetti internazionali della storia le riprese della prima stagione vennero pianificate a partire dal mese di giugno 2014 nelle stesse città, di otto paesi diversi, in cui è ambientata: Chicago, San Francisco, Londra, Berlino, Seul, Reykjavík, Città del Messico, Nairobi e Mumbai. Alcune scene girate a Mumbai includono un numero musicale coreografato da Longinus Fernandes, già coreografo del film The Millionaire, mentre in altre location furono filmate scene di vita reale, tra le quali alcune manifestazioni a tema LGBT.
Per quanto riguarda la prima stagione, le Wachowski curarono direttamente la regia sui set di Chicago e San Francisco, e poi anche di Londra e in Islanda, inizialmente affidati a Straczynski, prima che quest'ultimo iniziasse a dedicarsi maggiormente alla fase di post-produzione. James McTeigue curò la regia in Messico, India e a Reykjavík, mentre Tom Tykwer fu il regista a Berlino e Nairobi. Dan Glass, già supervisore degli effetti visivi in diversi film delle Wachowski, è il responsabile degli effetti visivi anche di Sense8, oltre che regista delle scene girate a Seul. Secondo il produttore esecutivo Grant Hill le Wachowski hanno co-diretto l'equivalente di sette episodi, McTeigue e Tykwer due ciascuno e Glass uno, e in tal misura furono accreditati, anche se ogni episodio comprende scene girate in ogni location e quindi da più di un regista. Le riprese della prima stagione si conclusero nel mese di gennaio 2015 in Islanda.
Nella seconda stagione della serie vengono visitate diverse nuove location come Amsterdam, Argyll, Chippenham, Malta, Napoli, Positano, Redwoods, San Paolo.

### Fotografia
Sul set le Wachowski hanno lavorato con il direttore della fotografia John Toll, che ha già collaborato con loro per Cloud Atlas e Jupiter - Il destino dell'universo. McTeigue con il fotografo Danny Ruhlmann, mentre Tom Tykwer con Frank Griebe a Berlino e Christian Almesberger a Nairobi.

### Musiche
Le musiche sono curate da Tom Tykwer e Johnny Klimek, già autori della colonna sonora di Cloud Atlas, e orchestrate da Gene Pritsker. Le musiche sono state registrate presso l'orchestra sinfonica della Mitteldeutscher Rundfunk.

## Distribuzione
Dopo la distribuzione del primo trailer il 7 maggio 2015, la prima stagione è stata pubblicata sulla piattaforma di Netflix interamente il 5 giugno 2015.
In Italia è tra le serie disponibili al lancio della versione italiana di Netflix, avvenuta il 22 ottobre 2015.

## Accoglienza
Sul sito Metacritic la serie ottiene un punteggio di 63 su 100; su Rotten Tomatoes la prima stagione ottiene il 68% delle recensioni professionali positive con un punteggio di 6,11 su 10, basato su 44 recensioni professionali, mentre lo speciale natalizio ottiene l'86% delle recensioni positive con un voto medio di 7 su 10. Su FilmAffinity ottiene invece un voto di 7,2 su 10.
Per il critico di Variety Brian Lowry la serie "ricorda Touch, offre una densa storia di fantascienza non adeguatamente spiegata nei primi episodi, risultando persino confusa e rivelando lentamente dettagli sul mistero centrale". La prima parte risulta confusa e richiede molta pazienza anche per James Poniewozik del TIME, secondo cui "le non avvincenti storie dei singoli personaggi e i dialoghi poveri sono bilanciati però da un forte linguaggio visivo; ma infine risulta un'esperienza coinvolgente adatta per il formato televisivo". Melissa Maerz di Entertainment Weekly dà alla serie un voto di B-, dichiarando che "è una produzione tanto ambiziosa e passionale quanto imperfetta, riuscendo a generare riflessioni sui temi sociologici che la caratterizzano, ma senza offrire storie e personaggi accattivanti"; Alessandra Stanley del New York Times apprezza la contrapposizione di diverse culture e ambientazioni, dicendo che "la serie è splendidamente girata ma sublimemente ridicola". Simone Novarese, del sito badtv.it, dichiara che "trascorso il periodo di assestamento dopo i primi tre episodi, la serie funziona e l'ingranaggio si muove meravigliosamente. Sense8 ricorda molto Cloud Atlas e racconta una storia che cresce e che progredisce in modo inarrestabile, coinvolgendo e catturando sempre più."
Da un rapporto pubblicato da Netflix si viene a sapere che il 70% del pubblico che ha visto i primi tre episodi della serie ha poi finito per guardare l'intera prima stagione; viene inoltre indicato che Sense8 rientra nelle serie televisive che "gli spettatori hanno preferito divorare tutto d'un fiato la prima stagione invece che godersela a ritmi più lenti un po' alla volta". Il direttore di Netflix Ted Sarandos ha elogiato il successo ottenuto dalla serie nei mercati francese e tedesco ma anche a livello globale, divenendo una delle serie più popolari in Brasile.

## Riconoscimenti
- 2016 - Primetime Emmy Awards
  - Candidatura per il miglior tema principale a Johnny Klimek e Tom Tykwer
- 2016 - Saturn Award
  - Candidatura per la miglior nuova serie televisiva
- 2015 - Camerimage
  - Candidatura per il miglior episodio pilota
- 2016 - Dorian Awards
  - Candidatura per la miglior serie televisiva dell'anno
  - Candidatura per il miglior show televisivo dell'anno
- 2016 - GLAAD Media Awards
  - Miglior serie drammatica
- 2015 - Hollywood Post Alliance
  - Candidatura per il miglior colore a Tony Dustin
- 2016 - Location Managers Guild Awards
  - Miglior locations per una serie contemporanea
- 2016 - Online Film & Television Association Award
  - Candidatura per il miglior tema principale in una serie televisiva
- 2018 - GLAAD Media Awards[46]
  - Candidatura per la miglior serie drammatica

## Making of
Sense8: La creazione di un mondo (Sense8: Creating a World) è un documentario di mezz'ora che mostra il making of della prima stagione della serie.